# Mistrzowie aikido
Mistrzowie aikido – aikidocy posiadający stopień mistrzowski dan.
Nazwa "aikidoka" (合気道家) w Japonii odnosi się przede wszystkim do osób zajmujących się aikido profesjonalnie, podczas gdy na Zachodzie "aikidoka" oznacza każdą osobę trenującą aikido.
W aikido stosuje się system stopni uczniowskich kyū i mistrzowskich dan. W przypadku wyższych stopni mistrzowskich (w zależności od organizacji/klubu jest to od 3 dan, 4 dan lub od 5 dan) na przyznanie następnego stopnia coraz większy wpływ mają wyniki w nauczaniu i propagowaniu aikido. Najwyższym stopniem mistrzowskim w aikido jest 10 dan, którego obecnie nie posiada żaden aikidoka (w Aikikai).
Poniższa lista obejmuje aikidoków z tytułem co najmniej 6 dan (w przypadku Polski: 5 dan). W nawiasach podano lata życia i stopień mistrzowski.

## Azja

### Japonia
Rodzina Ueshiba
- Morihei Ueshiba (O-Sensei, 1883 – 1969)
- Kisshōmaru Ueshiba (1921 – 1999)
- Moriteru Ueshiba (1951)
- Mitsuteru Ueshiba

10 dan
- Minoru Mochizuki(inne języki) (1907 - 2003)
- Seiseki Abe (1915–1993)
- Koichi Tohei (1920–2011)
- Michio Hikitsuchi (1923 – 2004)
- Kyoichi Inoue (1935)

9 dan
- Ikkusai Iwata (1909)
- Kisaburo Osawa (1911 – 1991)
- Rinjiro Shirata (1912 – 1993)
- Gozo Shioda (1915 – 1994)
- Shigenobu Okumura (1922)
- Kanshu Sunadomari (1923)
- Kiyoyuki Terada (1922)
- Morihiro Saito (1928 – 2002)
- Hiroshi Tada (1929)

8 dan
- Seigo Yamaguchi (1924 – 1996)
- Shōji Nishio (1927 – 2005)
- Masando Sasaki (1929)
- Hirokazu Kobayashi (1929 – 1998)
- Akira Tohei (1929)
- Nobuyuki Watanabe (1930)
- Reishin Kawai (1931)
- Anno Motomichi (1931)
- Nobuyoshi Tamura (1933 - 2010)
- Hiroshi Kato (1934)
- Seijuro Masuda (1936)
- Yasuo Kobayashi (1936)
- Hiroshi Isoyama (1937)
- Mitsugi Saotome (1937)
- Masatake Fujita (1937)
- Yoshimitsu Yamada (1938)
- Mitsunari Kanai (1939 – 2004)
- Seiichi Sugano (1939)
- Norihiko Ichihashi (1940 – 2001)
- Kazuo Chiba (1940)
- Katsuaki Asai (1942)
- Seichiro Endo (1942)
- Morito Suganuma (1942)
- Tsutomu Chida (1950)
- Yasunari Kitaura
- Katsuaki Asai
- Katsuyuki Shimamoto (1937)
- Shigemi Inagaki (1946)

Poniżej 8 dan
- Kazuo Igarashi
- Hitohiro Saito
- Kenji Shimizu
- Kenji Tomiki
- Masatomi Ikeda
- Minoru Kanesuka
- Yōji Fujimoto
- Yoshifumi Watahiki

### Malezja
Shudokan/Yōshinkan
- Thamby Rajah (9 dan)

## Ameryka Północna

### Stany Zjednoczone
Aikikai
- Kazuo Chiba (8 dan)
- Michael Moreno (6 dan)

inne organizacje
- Gaku Homma
- Takashi Kushida
- George Leonard
- Steven Seagal (7 dan)
- Ichiro Shibata
- Fumio Toyoda Shihan (6 dan) (1947–2001)

### Kanada
- Yukio Kawahara
- Robert Mustard (8 dan)

## Europa
Aikikai
- Fritz Heuscher (7 dan)[1]
- Francesco Marrella (7 dan)
- Michele Quaranta (7 dan)[2]
- Christian Tissier (8 dan)
- Daniel Vetter (7 dan)[3]

Shudokan
- Ken Robson (6 dan)

inne organizacje
- Paolo Salvadego (7 dan)
- Edwin Stratton (9 dan) (1936–2000)
- Andre Cognard (8 dan)
- Giampietro Savegnago (8 dan) (1953–2013)
- Jean-François Riondet (8 dan)[4]
- Antonio Albanese (7 dan)[5]
- Gerard Blaize (7 dan)
- Etienne Leman (7 dan)
- Nebi Vural (7 dan)
- Lewis Bernaldo de Quirós (6 dan)
- Urban Aldenklint (7 dan)
- Stephane Benedetti (7 dan)
- Daniel Brunner (6 dan)

### Polska
Polska Federacja Aikido
- Jerzy Pomianowski (7 dan)[6]
- Marian Wiśniewski (6 dan)
- Andrzej Bazylko (6 dan)
- Robert Jerzy Krac (6 dan)
- Paweł Bernaś (6 dan)
- Waldemar Giersz (6 dan)[7]
- Paweł Olesiak (6 dan)
- Jerzy Sapiela (6 dan)
- Andrzej Sobolewski (5 dan)
- Tomasz Sowiński (6 dan)
- Barbara Chrabąszczewska (5 dan)
- Paweł Zdunowski (6 dan)[7]

AAI-Polska
- Tomasz Krzyżanowski (6 dan)
- Grzegorz Pietrzyk (5 dan)
- Krzysztof Szoch (5 dan)

Inne organizacje zrzeszone w Aikikai
- Dariusz Zięba (6 dan)
- Michał Górski (6 dan)
- Piotr Kopecki (6 dan)

Birankai Polska
- Andrzej Sobolewski (5 dan)
- Piotr Masztalerz (6 dan)

Aikido Kobayashi
- Jacek Wysocki (8 dan)
- Robert Gembal (8 dan)[8] (1970–2024)
- Ireneusz Kołodziejak (7 dan)[9]
- Dariusz Bieńkowski (7 dan)[10]
- Maciej Strzechowski (7 dan)[11]
- Marcin Velinov (6 dan)
- Przemysław Bobkowski (6 dan)[12]
- Ewa Bobkowska (5 dan)[13]

Unia Aikido Kobayashi
- Marek Szelug (6 dan)[15]
- Arkadiusz Jadczak (6 dan)[16][17]
- Andrzej Matusiak (6 dan)[17][18]
- Kamil Starski (5 dan)[17][19]

Polskie stowarzyszenie Aikido
- Piotr Borowski (6 dan)[20]

Yoshinkan Seisekai Aikido Polska
- Rafał Wilk (7 dan)
- Kamil Krzemiński (7 dan)

Shudokan
- Paweł Felisiak (6 dan)

Europejska Federacja Yoshinkan Aikido
- Grzegorz Krzywicki (6 dan)
- Monika Krzywicka (6 dan)

Centrum Aikido Aikikai Polska
- Roman Hoffmann (7 dan)
- Piotr Kirmiel (7 dan)

Polskie Towarzystwo Aikido
- Mariusz Siejek (5 dan)[21]

Seimeikan Aikido
- Sebastian Śliwiński (6 dan)[22]

## Ameryka Południowa
- Makoto Nishida
- Ichitami Shikanai
- Reishin Kawai
- Wagner Büll

## Australia
Shudokan
- Joe Thambu Shihan (8 dan)